# 92 (număr)
92 (nouăzeci și doi) este numărul natural care urmează după 91 și este urmat de 93.

## În matematică
- 92 este un număr compus, având divizorii 1, 2, 4, 23, 46, 92.
- Este un număr pentagonal.[1]
- Este un număr palindromic in bazele de numerație 6 (2326), 7 (1617), 22 (4422) și  45 (2245).
- Este un număr număr Erdős-Woods, deoarece se poate găsi un șir de 92 numere întregi consecutive astfel încât fiecare membru din șir să aibă un factor în comun cu ultimul sau cu primul termen din șir.[2]
- Este un număr Størmer.[3][4]
- Există 92 solide Johnson.
- Pentru n = 8, există 92 soluții pentru problema damelor.

## În știință
- Este numărul atomic al uraniului.[5]

### Astronomie
- NGC 92 este o galaxie spirală din constelația Phoenix.
- Messier 92 este un roi globular din constelația Hercule.
- 92 Undina este un asteroid din centura principală.

## În alte domenii
Nouăzeci și doi se mai poate referi la:
- Codul pentru departamentul francez Hauts-de-Seine.
- Prefixul telefonic internațional al Pakistanului (+92).[6]
- Ninety-two in the Shade, o carte de Thomas McGuane.
- The 92nd Tiger, o carte de Michael Gilbert.
- The House on 92nd Street, un film din anul 1945.
- Beretta 92, o serie de pistoale semi-automate produse în Italia.
- STS-92, o navetă spațială.
- Saab 92, un model de automobil Saab.
- Numărul zilelor din vară.